# Championnat d'Amérique du Sud féminin de football des moins de 20 ans
Le Sudamericano Femenino des moins de 20 ans est une compétition continentale organisée en Amérique du Sud par la CONMEBOL et opposant les sélections de football féminin des moins de 20 ans. 
La coupe est disputée tous les deux ans depuis 2004, la première édition étant réservée aux équipes de moins de 19 ans. La compétition sert également de tournoi qualificatif pour désigner les équipes sud-américaines participant à la Coupe du monde de football féminin des moins de 20 ans.

## Palmarès
| Édition | Année | Pays organisateur | Champion | Vice-champion | Troisième |
| ------- | ----- | ----------------- | -------- | ------------- | --------- |
| 1re     | 2004  | Brésil            | Brésil   | Paraguay      | Équateur  |
| 2e      | 2006  | Chili             | Brésil   | Argentine     | Paraguay  |
| 3e      | 2008  | Brésil            | Brésil   | Argentine     | Paraguay  |
| 4e      | 2010  | Colombie          | Brésil   | Colombie      | Paraguay  |
| 5e      | 2012  | Brésil            | Brésil   | Argentine     | Colombie  |
| 6e      | 2014  | Uruguay           | Brésil   | Paraguay      | Colombie  |
| 7e      | 2015  | Brésil            | Brésil   | Venezuela     | Colombie  |
| 8e      | 2018  | Équateur          | Brésil   | Paraguay      | Colombie  |
| 9e      | 2022  | Chili             | Brésil   | Colombie      | Uruguay   |
| 10e     | 2024  | Équateur          | Brésil   | Paraguay      | Colombie  |